# Ermida de Nossa Senhora do Livramento (Vila do Porto)

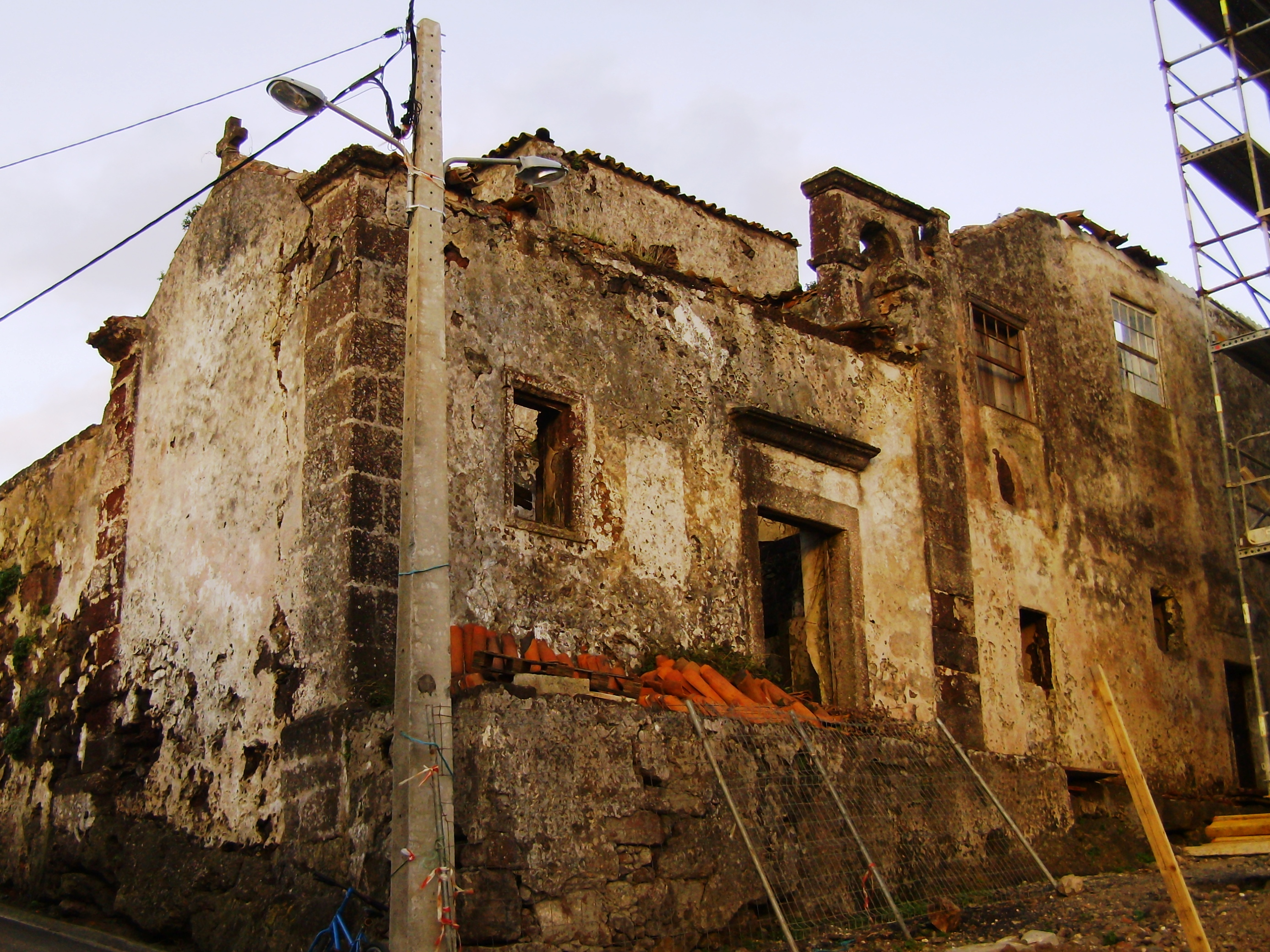
Ermida de Nossa Senhora do Livramento.

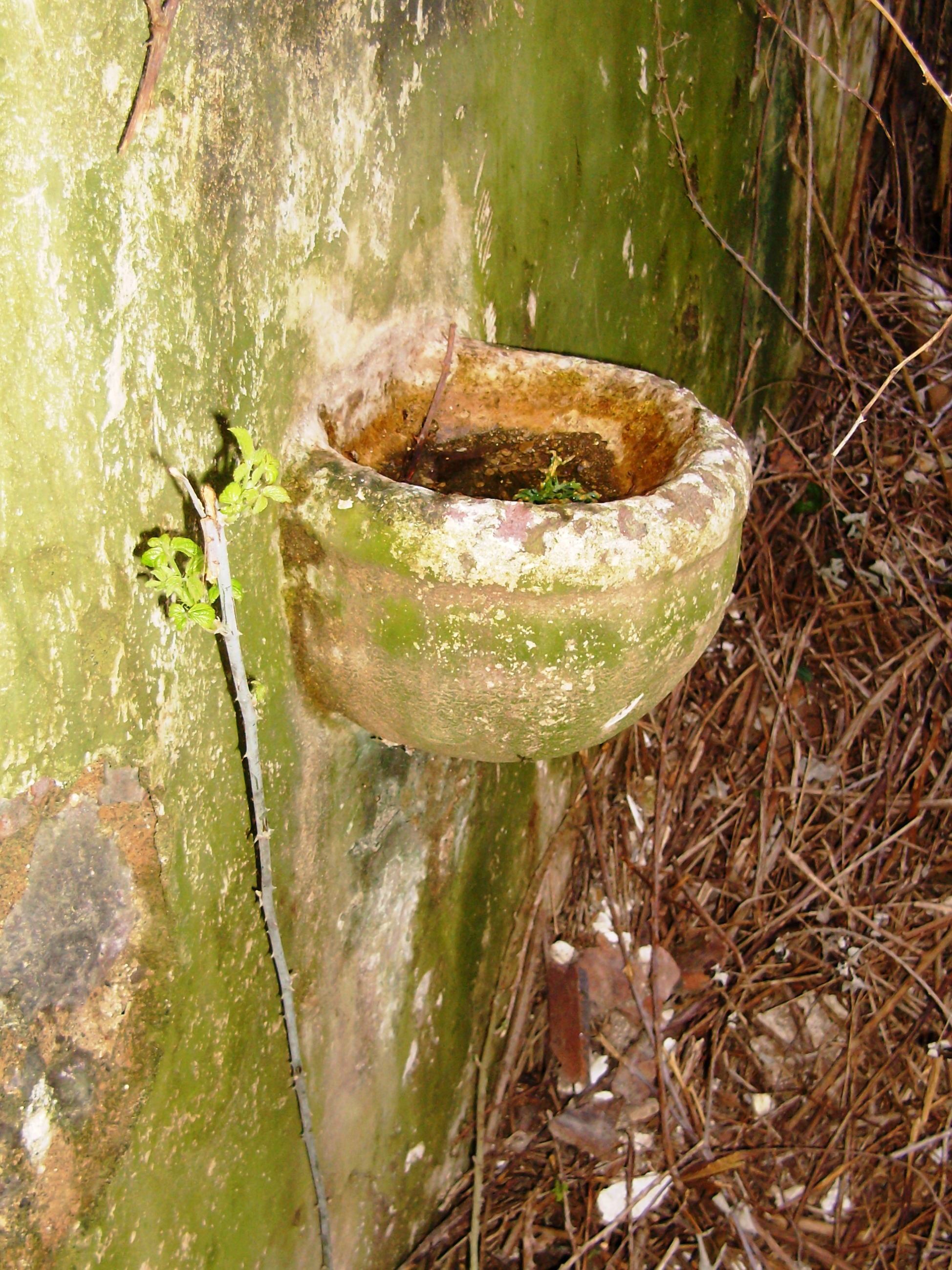
Ermida de N. Sra. do Livramento: pia.

A Ermida de Nossa Senhora do Livramento localiza-se na freguesia da Vila do Porto, concelho da Vila do Porto, na ilha de Santa Maria, nos Açores.

## História
A ermida integra o chamado solar de Dna. Branca de Sousa, tendo sido erguida ao tempo do capitão do donatário Brás Soares de Sousa, em 1622, sob a invocação da Senhora do Livramento, em acção de graças após o ataque de Piratas da Barbária registado em 1616.
Encontra-se referida por MONTE ALVERNE (1986) ao final do século XVII.
Atualmente em ruínas, o conjunto encontra-se protegido pelo Decreto Legislativo Regional nº 22/92/A, de 21 de outubro de 1992.

## Características
Em alvenaria de pedra rebocada e caiada, onde se destacam os cunhais em cantaria, a ermida ergue-se na continuidade da fachada lateral esquerda. Conserva ainda o campanário com um vão sineiro rematado em arco de volta perfeita sobre impostas, uma cornija proeminente sobre a porta e uma cruz de pedra no topo posterior da cumeeira.
FIGUEIREDO (1990) recorda que apesar de suas pequenas dimensões, dispunha de um painel pintado com interessante tema religioso, talvez datado do último período da Renascença. Este perdeu-se, no século XX, devido a um incêndio que consumiu a capela, originado em velas acesas no local por um devoto.